# Lebenslage (E-Administration)
Lebenslage bezeichnet ein thematisches Strukturierungskriterium für Verwaltungsleistungen in der Behörden-Kunden-Kommunikation im Rahmen des Lebenslagenprinzips (auch Lebenslagenkonzept). Eine Lebenslage ist per definitionem „die abstrakte Bezeichnung eines Bedürfnisses, eines Wunsches, eines Rechts, eines Ereignisses oder einer Pflicht des Bürgers, die sich in einer Phase oder Situation im Leben des Bürger ergibt, und die ein Set von Handlungen, Dienstleistungen (öffentlich, halb-öffentlich, nonprofit und/oder privat) und Informationen und mindestens eine Interaktion mit der öffentlichen Verwaltung erfordert.“

## Einordnung
Lebenslage als Strukturierungskriterium ordnen sich thematisch in das Lebenslagenprinzip (auch: Lebenslagenkonzept) ein.  Ein Ansatz, mit dem Politik und Verwaltung auf die Forderung nach mehr Kundenorientierung und höhere Servicequalität in der öffentlichen Verwaltung reagieren, ist der Versuch der Bündelung von Verwaltungsdienstleistungen nach sogenannten Lebenslagen. Dabei soll bei der gebündelten Bereitstellung von Informationen und öffentlichen Dienstleistungen konsequent auf die Bedürfnisse des Kunden und relevanter Zielgruppen abgestellt werden – unabhängig davon, ob die Leistungen in der öffentlichen Verwaltung intern nach örtlichen und fachlichen Zuständigkeiten produziert wird. Die übergeordnete Prämisse des Lebenslagenkonzeptes als Teil einer kundenorientierten Verwaltungsmodernisierung ist es, den Bürger in seiner diffusen Alltagssituation abzuholen und durch diese gesamte Lebenslage zu leiten, indem er über alle relevanten Aspekte und Handlungen – aber auch Handlungsoptionen – informiert wird.

## Abgrenzung zur Soziologischen Armutsforschung
Der Begriff Lebenslage (eAdministration) grenzt sich von dem im Bereich der öffentlichen Verwaltung ebenfalls angewandten Begriff Lebenslage (Soziale Armutsforschung) Otto Neuraths ab, der ein Homonym zu dem hier beschriebenen Begriff darstellt. Trotz Gleichnamigkeit liegt Neuraths Denkansatz eine andere Bedeutung zugrunde.

## Beispiele
Allgemeine Beispiele für Lebenslagen sind:
- Heiraten
- Geburt
- Ausbildungsbeginn

Zielgruppenspezifische Beispiele für Senioren:
- Ruhestand
- Freizeitgestaltung
- Familie und Partnerschaft
- Hilfebedarf zu Hause
- Finanzielle Unterstützung
- Mobilität im Alter
- Sicherheit
- Wohnen
- Gesundheit und Wohlergehen
- Vorsorge treffen (Vollmacht und Verfügungen)
- Sterbefall
- Ausweise, Dokumente, Urkunden
- Steuer- und Abgabepflicht